# ان‌جی‌سی ۱۰۳
ان‌جی‌سی ۱۰۳ (به انگلیسی: NGC 103) یک خوشه ستاره‌ای باز با قدر ظاهری ۱۰٫۳ است که در صورت فلکی ذات‌الکرسی قرار دارد.